# إدوين براينت
إدوين براينت (12 سبتمبر 1886 في المملكة المتحدة - 24 أكتوبر 1948 في المملكة المتحدة) (بالإنجليزية: Edwin Bryant)‏ هو لاعب كريكت بريطاني وبريطاني (وحمل سابقاً جنسية المملكة المتحدة لبريطانيا العظمى وأيرلندا). لعب مع نادي مقاطعة ورسسترشاير للكريكيت ‏.

## وصلات خارجية
- إدوين براينت على موقع إي آس بي آن كريك إنفو (الإنجليزية)